# Granville Beynon
Sir Granville Beynon (* 24. Mai 1914 in Dunvant, Wales; † 11. März 1996 in Aberystwyth) war einer der wichtigsten Organisatoren des Internationalen Geophysikalischen Jahres 1957/58. Gegen Widerstände setzte er später das erfolgreiche europäische Radar-Projekt EISCAT durch.
Nach seiner Ausbildung von 1946 bis 1958 an der Universität Swansea lehrte er von 1958 bis 1991 als Professor an der Universität Aberystwyth. Eng verbunden mit Edward Appleton, dem Entdecker der Ionosphäre, hat er Posten in bedeutenden internationalen Projekten bekleidet: Präsident der International Union of Radio Science (URSI) 1972–75, von EISCAT, des „Jahres der ruhigen Sonne“. 1973 wurde Beynon Fellow der Royal Society. 1976 wurde er als Knight Bachelor geadelt.
Beynon war seit 1942 mit Megan James verheiratet, sie bekamen zwei Söhne und eine Tochter.